# Ulica Kazimierza Grodeckiego w Warszawie
Ulica Kazimierza Grodeckiego – ulica w dzielnicy Bielany w Warszawie.

## Nazwa ulicy
Ulica nosi swoją nazwę na cześć Kazimierza Grodeckiego – działacza robotniczego, który w 1942 roku zginął na Pawiaku. Przejściowo (w ramach akcji dekomunizacji nazw ulic, na drodze zarządzenia zastępczego Wojewody Mazowieckiego z dnia 9 listopada 2017r.) ulica ta nosiła nazwę mjr. Adolfa Pilcha „Doliny”, niemniej dotychczasowa nazwa została przywrócona decyzją Wojewódzkiego Sądu Administracyjnego w Warszawie.

## Zabytki
Zaklasyfikowanie budynku mieszkalnego zlokalizowanego przy ulicy Kazimierza Grodeckiego 4 jako zabytku i włączenie go do Gminnej Ewidencji Zabytków m.st. Warszawy miało miejsce 24 lipca 2012 roku.